# Magnus Heinason

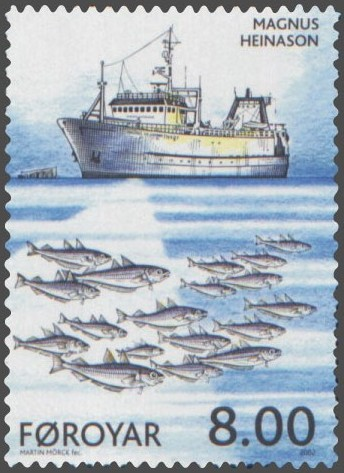
Färöiskt frimärke med Heinasons skepp

Magnus Heinason eller Mogens Heinesen, född omkring 1545 på Färöarna, död 18 januari 1589, var en dansk-norsk kapare.
Heinason ägnade sig ursprungligen åt skeppsfart mellan Färöarna och Bergen och fick efter några år i holländsk tjänst 1579 av Fredrik II handelsmonopol på Färöarna med rätt att bestycka sina skepp och uppgift att uppbringa alla sjörövare och holländska fartyg på vägen norr om Norge på väg till Ryssland. Heinasons äventyrliga strider blev ryktbara, men han riktade sig oredligt på öbornas bekostnad. Åtalad för bedrägeri av sin antagonist, räntmästaren Christoffer Valkendorf i Köpenhamn, flydde till Holland men återvände i förlitan på Fredrik II:s gunst till Danmark. Vid kungens frånfälle blev Magnus Heinason på engelsk tillskyndan anklagad för sjöröveri, dömdes till döden och avrättades 1589.